# Semecarpus cupularis
Semecarpus cupularis är en sumakväxtart som beskrevs av K.M. Kochummen. Semecarpus cupularis ingår i släktet Semecarpus och familjen sumakväxter. Inga underarter finns listade i Catalogue of Life.